# Edmonson County
Edmonson County ist ein County im Bundesstaat Kentucky der Vereinigten Staaten. Das U.S. Census Bureau hat bei der Volkszählung 2020 eine Einwohnerzahl von 12.126 ermittelt.
Der Verwaltungssitz (County Seat) ist Brownsville, das nach General Jacob Brown benannt wurde. Das County gehört zu den Dry Countys, was bedeutet, dass der Verkauf von Alkohol eingeschränkt oder verboten ist.

## Geographie
Das County liegt im mittleren Westen von Kentucky, ist im Süden etwa 60 km von Tennessee entfernt und hat eine Fläche von 798 Quadratkilometern, wovon 14 Quadratkilometer Wasserfläche sind. Es grenzt im Uhrzeigersinn an folgende Countys: Grayson County, Hart County, Barren County, Warren County und Butler County.

## Geschichte
Edmonson County wurde am 12. Januar 1825 aus Teilen des Grayson County, Hart County und Warren County gebildet. Benannt wurde es nach Captain John Edmonson, der 1813 bei der Schlacht von River Raisin getötet wurde.
22 Bauwerke und Stätten des Countys sind im National Register of Historic Places eingetragen (Stand 7. September 2017).

## Demografische Daten

Alterspyramide des Edmonson Countys (Stand: 2000)

Nach der Volkszählung im Jahr 2000 lebten im Edmonson County 11.644 Menschen in 4.648 Haushalten und 3.462 Familien. Die Bevölkerungsdichte betrug 15 Einwohner pro Quadratkilometer. Ethnisch betrachtet setzte sich die Bevölkerung zusammen aus 98,39 Prozent Weißen, 0,58 Prozent Afroamerikanern, 0,44 Prozent amerikanischen Ureinwohnern, 0,07 Prozent Asiaten und 0,06 Prozent aus anderen ethnischen Gruppen; 0,46 Prozent stammten von zwei oder mehr Ethnien ab. 0,56 Prozent der Bevölkerung waren spanischer oder lateinamerikanischer Abstammung.
Von den 4.648 Haushalten hatten 31,8 Prozent Kinder und Jugendliche unter 18 Jahre, die bei ihnen lebten. 62,2 Prozent waren verheiratete, zusammenlebende Paare, 8,9 Prozent waren allein erziehende Mütter, 25,5 Prozent waren keine Familien, 22,4 Prozent waren Singlehaushalte und in 9,6 Prozent lebten Menschen im Alter von 65 Jahren oder darüber. Die Durchschnittshaushaltsgröße betrug 2,47 und die durchschnittliche Familiengröße lag bei 2,88 Personen.
Auf das gesamte County bezogen setzte sich die Bevölkerung zusammen aus 23,6 Prozent Einwohnern unter 18 Jahren, 9,0 Prozent zwischen 18 und 24 Jahren, 27,8 Prozent zwischen 25 und 44 Jahren, 25,3 Prozent zwischen 45 und 64 Jahren und 14,4 Prozent waren 65 Jahre alt oder darüber. Das Durchschnittsalter betrug 38 Jahre. Auf 100 weibliche Personen kamen 97,5 männliche Personen. Auf 100 Frauen im Alter von 18 Jahren alt oder darüber kamen statistisch 94,3 Männer.
Das jährliche Durchschnittseinkommen eines Haushalts betrug 25.413 USD, das Durchschnittseinkommen der Familien betrug 31.843 USD. Männer hatten ein Durchschnittseinkommen von 26.770 USD, Frauen 17.158 USD. Das Prokopfeinkommen betrug 14.480 USD. 14,2 Prozent der Familien und 18,4 Prozent der Bevölkerung lebten unterhalb der Armutsgrenze. Davon waren 25,5 Prozent Kinder oder Jugendliche unter 18 Jahre und 21,0 Prozent waren Menschen über 65 Jahre.

## Orte im County
- Arthur
- Asphalt
- Bee Spring
- Big Reedy
- Black Gold
- Broadway
- Brownsville
- Cedar Spring
- Chalybeate
- Chaumont
- Cub Run
- Elko
- Huff
- Kyrock
- Lindseyville
- Mammoth Cave
- Nash
- Nick
- Oak Ridge
- Ollie
- Pig
- Prosperity
- Rhoda
- Ridgedale
- Rocky Hill
- Roundhill
- Segal
- Straw
- Sunfish
- Sweeden
- Union City
- Windyville
- Woodside